# Сражение при Пастренго
Сражение при Пастренго (ит. Battaglia di Pastrengo) — второе важное сражение австро-сардинской войны, произошедшее 30 апреля 1848 года на правом берегу Адидже у Пастренго, к северу от Вероны, и ставшее второй победой пьемонтцев.
После объявления войны Австрии 23 марта 1848 года войска Карла Альберта осторожно пересекли Ломбардию, из которой ушли австрийцы. Пьемонтцы столкнулись с первым реальным сопротивлением на реке Минчио, где в бою у моста в Гойто 8 апреля разбили отступивших к линии Адидже австрийцев, после чего начался район Квадрилатеро (четырёхугольника крепостей). Удача также благоприятствовала сардинцам и на следующий день, 9 апреля, в стычках у Монцамбано и Боргетто; австрийцы отошли к Вероне. Однако пьемонтцы не воспользовались случаем и, вместо того чтобы преследовать австрийцев, ограничились началом осады Пескьеры. 26 апреля сардинская армия перешла через Минчио.

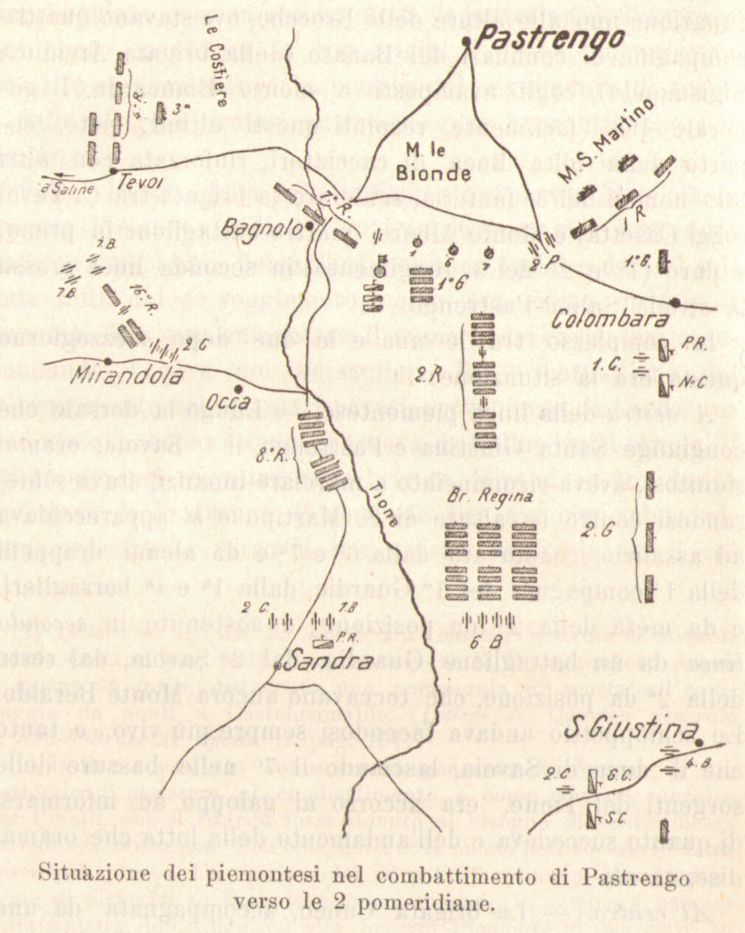
Карта сражения при Пастренго.

Положение австрийской армии в это время было очень затруднительное из-за её коммуникационных линий. Радецкий, для обеспечения линии Верона-Ровередо-Тренто выдвинул к Пастренго 28 апреля бригаду Вольгемута, которая, прикрывая Пескьеру, могла в то же время угрожать блокировавшим крепость сардинским войскам атакой во фланг. Австрийцы разместили на западном берегу Адидже, на плацдарме Буссоленго-Пастренго, 10 батальонов, 6 кавалерийских эскадронов и 21 орудие. 
Это все больше и больше доказывало пьемонтцам необходимость ликвидации плацдарма Пастренго по западную сторону Адидже. Атака, отложенная на сутки, была назначена на 30 апреля. В ней приняли участие силы 2-го пьемонтского корпуса де Сонна при поддержке резервной дивизии и бригады «Реджина». Наступавшие были разделены на три колонны.
Наступление пьемонтцев, хотя и было проведено превосходящими силами, было проведено довольно плохо, в лоб и без адекватного использования численного превосходства, а также без надлежащей разведки до сражения. Справа бригада «Савойя» продвигалась медленно, стесненная незнакомой местностью; в центре и справа бригады «Кунео» и «Пьемонте» действовали с большим успехом, и через три часа, в 14:00, пьемонтская линия начала атаку. Захватывалась одна возвышенность за другой, и сардинцы вошли в Пастренго. На левом фланге генерал Федеричи направил пьемонтскую бригаду против австрийских позиций в Пьовеццано. 
Подкрепив Вольгемута одной бригадой, Радецкий в то же время приказал генералу Аспре произвести демонстративную атаку к Пескьере, но начатая поздно, эта демонстрация явилась безрезультатной, и австрийцы, обойденные с правого фланга, должны были отступить за Адидже.
Несмотря на попытки австрийского командующего задержать сардинцев, наступление продолжалось до понтонного моста на реке Адидже. Однако после этого успеха пьемонтцы остановились и не продвинулись дальше.
Победа сардинцев не стала полным успехом, поскольку фельдмаршал Радецкий все еще в полной мере мог использовать жизненно важную дорогу, которая соединяла его с Тренто и империей. Если бы она была перерезана, ситуация в Австрии стала бы критической. 
Радецкий, ожидая дальнейшего наступления сардинцев к Риволи, притянул туда 5 батальонов из Тироля, но Карл Альберт в ночь с 3 на 4 мая отвел свою армию на прежние позиции, имея в виду овладеть Вероной, которая, по слухам, была готова к возмущению.